# Jacques Maes
Pour les articles homonymes, voir Maes.
Jacques Maes, né à Ixelles le 19 février 1905 et mort à Benicarló le 15 juillet 1968, est un peintre, dessinateur et graveur belge.

## Biographie
Jacques Georges Edgard Maes est né à Ixelles, au n° 16 de la rue Félix Bouré (aujourd'hui la rue Bouré), le 19 février 1905 à 15 h 15. Son père, Edgard Maes, né à Lodelinsart en 1878, était employé à la naissance de son fils, mais auparavant sous-officier au 14e régiment de ligne. Edgard Maes était le fils de Jean Jacques Maes, commissaire de police et mort avant 1900, et de Marie Clémentine Van Puyfelick, qui était représentante de commerce à Schaerbeek en 1899. La mère de Jacques Maes, nommée Marie Julie Anselin, née à Roubaix en 1881, fille de la lingère Marie Julie Anselin (et portant donc les mêmes nom et prénom que sa fille), était modiste. Edgard Maes et son épouse s'étaient mariés à Etterbeek le 26 avril 1899 où résidait déjà Marie Julie Anselin avec sa mère. La sœur aînée de Jacques Maes, nommée Yvonne Maes, née à Etterbeek le 13 août 1899, épousa en 1921 à Woluwe-Saint-Lambert, Charles De Mey, né à Paris le 27 novembre 1894 et qui était le fils biologique du peintre Henri Evenepoel. La fille d'Yvonne Maes et de Charles De Mey, nommée Marie-Julie De Mey, épousa en 1946 le peintre Roger De Coninck (Diegem 1926 - Bligny 2002)  et celui-ci travailla, à partir de 1946, dans l'ancien atelier de Jacques Maes à Woluwe-Saint-Lambert.      
Il a étudié à l'Académie royale des beaux-arts de Bruxelles, avec Jean Delville et Herman Richir.
Grand prix triennal de peinture en 1924, second prix de Rome en 1930, il a enseigné à l'Académie des beaux-arts de Saint-Josse-ten-Noode dont il a été le directeur, à l'Académie royale des beaux-arts de Bruxelles, ainsi qu'à l'École des beaux-arts de Lima.
Il est élu correspondant de l'Académie royale de Belgique le 3 janvier 1957, puis en devient membre le 7 janvier 1960.
Proche de l'expressionnisme au début de sa carrière, il a ensuite évolué vers une peinture plus abstraite.
Ses œuvres sont conservées dans les musées de Bruxelles, Anvers, Louvain, Gand, Mons, Tournai et Arlon.

## Distinction
- Chevalier de l'ordre de Léopold (8 janvier 1948)[3].

## Sources bibliographiques
- Roger Bodart, Jacques Maes, Anvers, Editions De Sikkel, collection "Monographies de l'art belge", 1955
- Dictionnaire Bénézit, Gründ, 1999.
- Index biographique des membres et associés décédés de l'Académie royale de Belgique (1769-2008)[réf. incomplète].